# Забелло, Антоний
Антоний Забелло (умер в 1776) — государственный и военный деятель Великого княжества Литовского, подчаший ковенский (1730—1744), маршалок ковенский с 1744 года, ловчий великий литовский (1761—1775), генерал-лейтенант литовских войск.

## Биография
Представитель литовского дворянского рода Забелло герба «Топор». Сын писаря земского ковенского Михаила Забелло и Анны Монтвид-Бяллозор. Братья — каштелян минский Шимон и Юзеф Забелло.
В 1733 году Антоний Забелло был избран послом (депутатом) от Ковенского повета на элекционный сейм, где поддержал кандидатуру Станислава Лещинского на польский королевский престол. В 1750 году он был вторично избран послом на сейм. В 1752 году — посол от Ковенского повета на очередной сейм. В 1754 году — посол от Упитского повета на сейм.
В 1764 году Антоний Забелло был избран маршалком Ковенского повета в конфедерации Чарторыйских. В 1764 году он дважды избирался послом (депутатом) от Ковенского повета на конвокационный и элекционный сеймы (поддержал кандидатуру Станислава Августа Понятовского). Член военной комиссии Великого княжества Литовского в 1764 году.
В 1767 году Антоний Забелло стал членом Радомской конфедерации. В том же 1767 году он был избран послом от Лидского повета на сейм Репнина. Антоний Забелло вошел в состав сеймовой делегации, которая была назначена под давлением со стороны российского посла князя Николая Репнина для определения конституции Речи Посполитой.
Кавалер Ордена Белого орла (1761), Ордена Святого Михаила и Ордена Святого Станислава.

## Семья
В 1744/1748 году он женился на Софии Немирович-Щит, дочери каштеляна мстиславского Юзефа Щита-Немировича (ум. 1745) и Петронеллы Схоластики Володкович. Супруги имели следующих детей:
- Анна, жена генерал-майора Теодора Ласкариса (ум. 1785)
- Бригита, муж — ротмистр Фортунат Гурский, сын каштеляна жемайтского Михаила Яна Гурского
- Мария, жена Адама Броэль-Плятера
- Юзеф (ум. 1794), гетман польный литовский (1793—1794), женат на Марианне Соболевской (1766—1843), дочери Мацея Соболевского (1724—1804) и сестре Валента Фаустина Соболевского (1765—1831)
- Ежи, женат на Марианне Соболевской, дочери каштеляна черского Валента (1724—1800) и сестре Игнатия (1770—1846)
- Шимон (1750—1824), каштелян минский, женат на Барбаре Кезгайло-Завише
- Михаил (1760—1815), генерал-лейтенант литовских войск
- неизвестная дочь, жена Тадеуша Коцелла.